# Albert Curtz
Albert Curtz (Curtius em latim; Munique, 1600 — Munique, 19 de dezembro de 1671) foi um astrônomo jesuíta alemão.
Expandiu as obras de Tycho Brahe, e usou o pseudônimo de Lucius Barrettus. A versão latina de seu nome, Albertus Curtius, é um anagrama de seu pseudônimo, Lucius Barretus.
Juntamente com Johann Deckers, Johannes Kepler, Francesco Maria Grimaldi e Giovanni Battista Riccioli, contribuiu para o entendimento da Lua.
Publicou Historia coelestis [ex libris commentariis manuscriptis observationum vicennalium viri generosi Tichonis Brahe] e Augustae Vindelicorum, Simonem Utzschneiderum em 1666.
A cratera lunar Curtius é denominada em sua homenagem.